# Päpstliche Universität Gregoriana

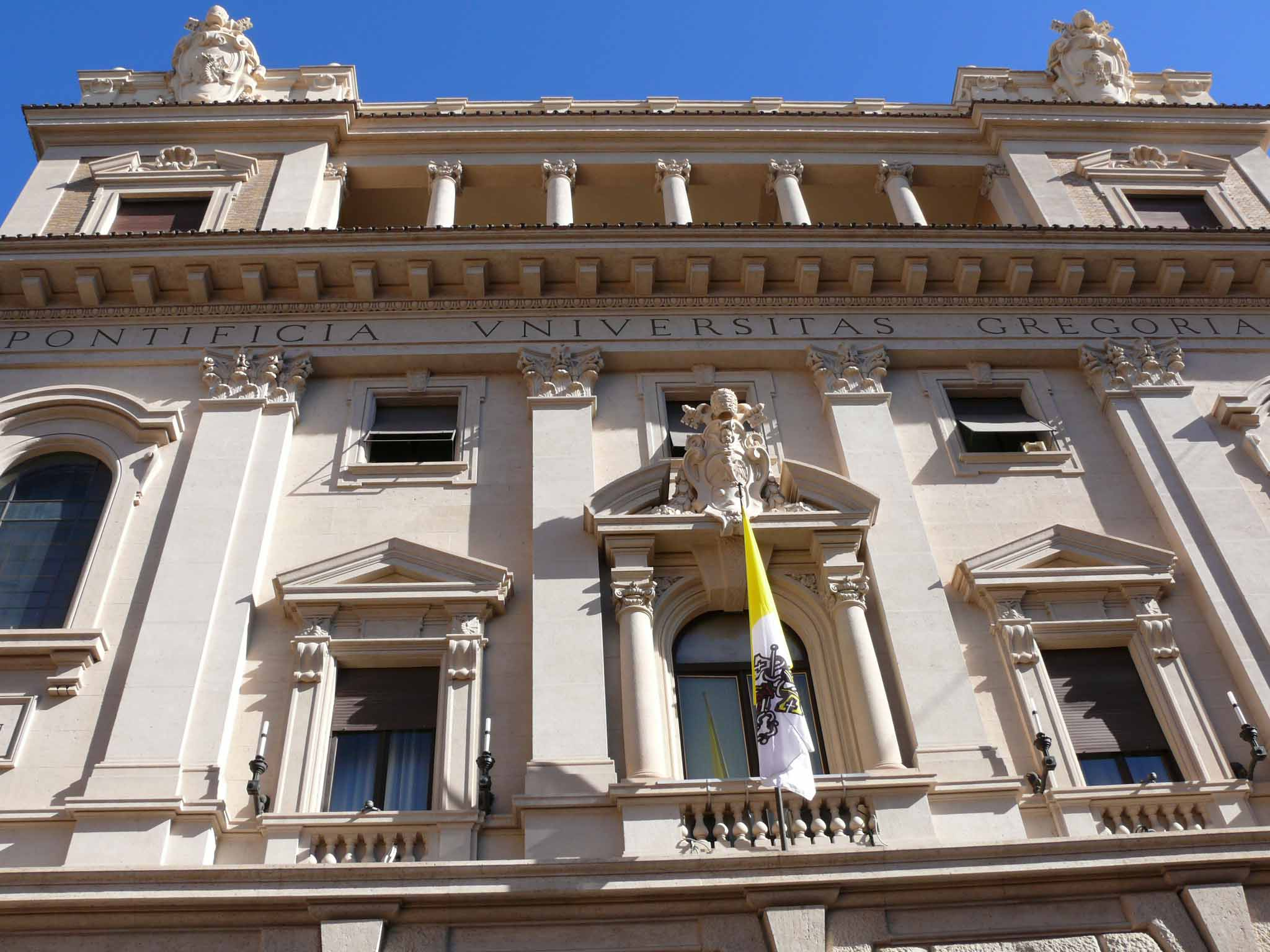
PUG: Hauptfassade

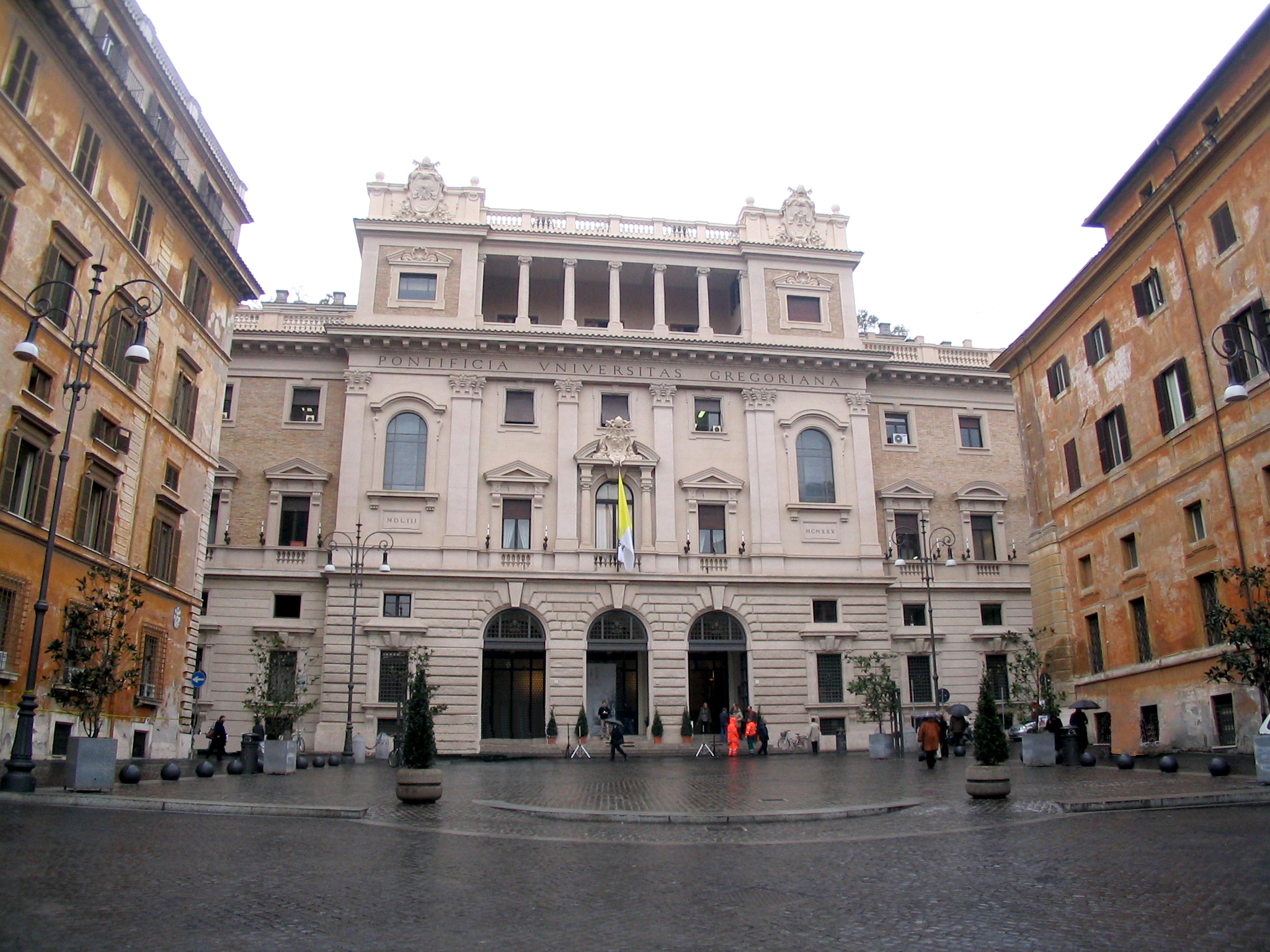
PUG: Eingangsfassade

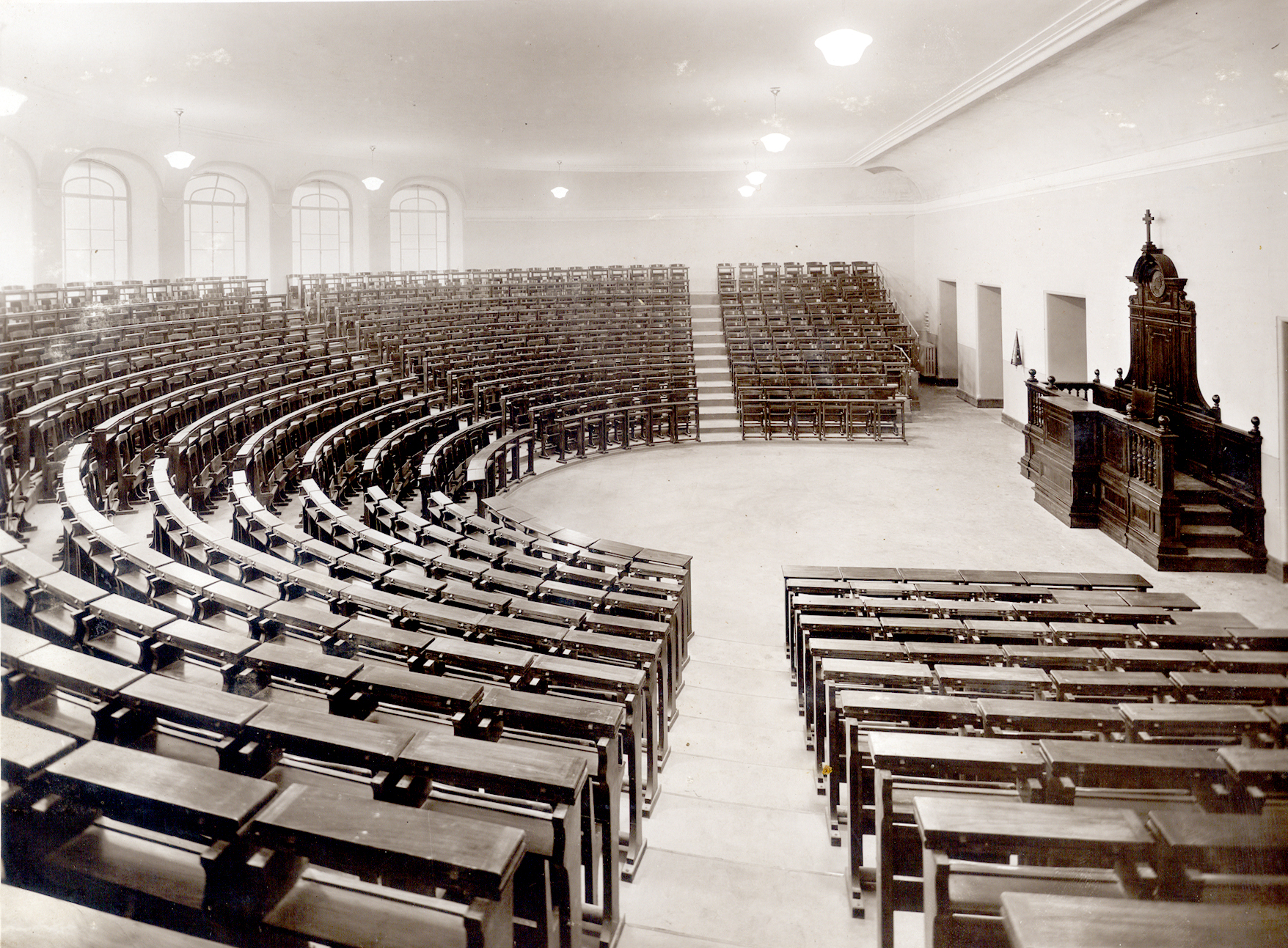
PUG: Audimax (1930)

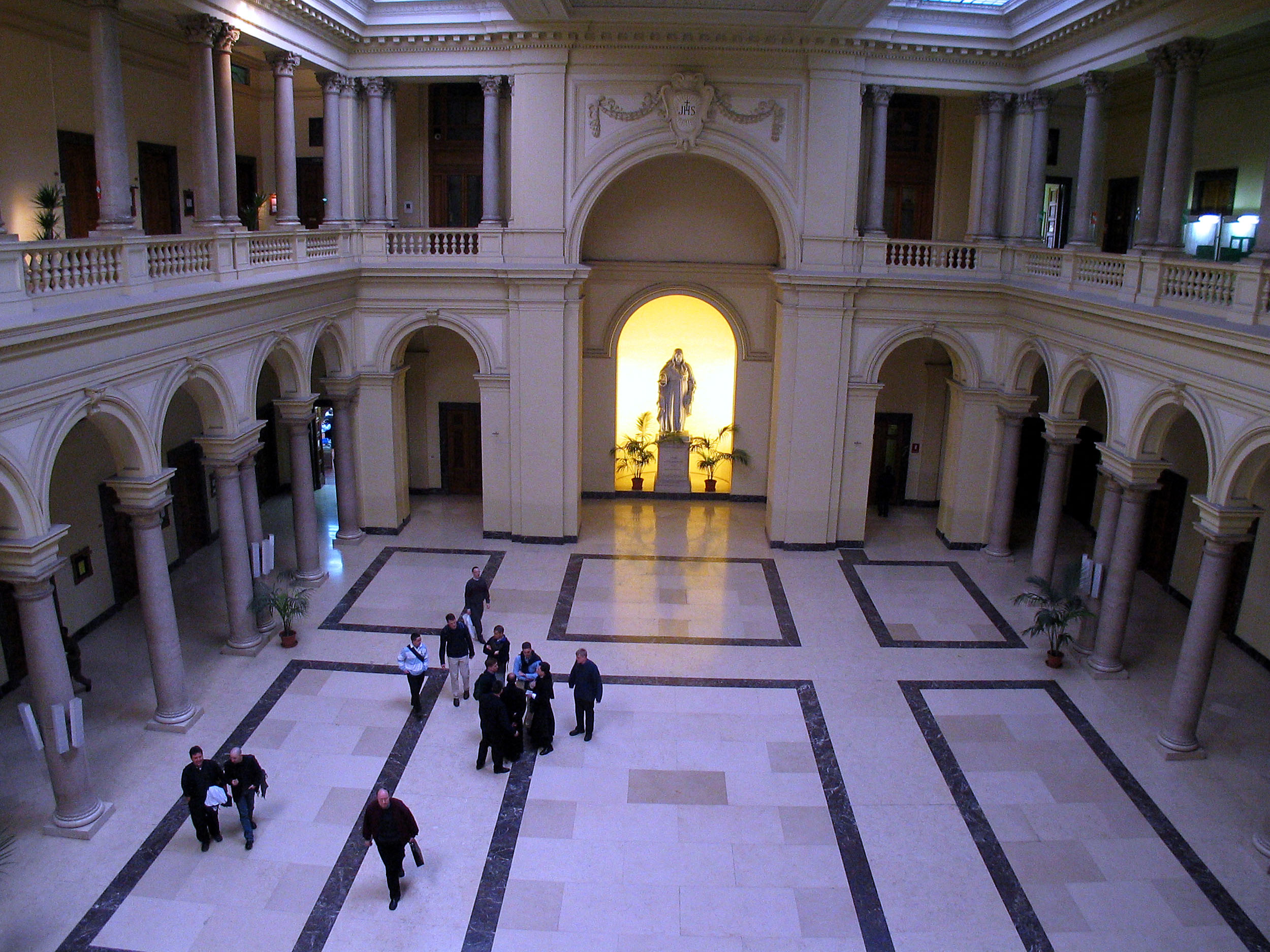
PUG: Eingangshalle

Die Päpstliche Universität Gregoriana (lateinisch: Pontificia Universitas Gregoriana, italienisch: Pontificia Università Gregoriana, kurz: PUG) ist eine aus der ersten Jesuitenschule Collegio Romano hervorgegangene Universität päpstlichen Rechts und hat ihren Sitz in der italienischen Hauptstadt Rom. Die Universität genießt bis heute großes internationales Renommee und gilt als wichtigste Päpstliche Universität der Welt.

## Historischer Überblick
Die heutige Universität Gregoriana wurde 1551 von Ignatius von Loyola, dem Gründer des Jesuitenordens, in einem stadtrömischen Palast am Campidoglio in der Via Capitolina (heute: Piazza d’Aracoeli) eingerichtet. Diese erste Schule der Jesuiten, ausgestattet mit einer Bibliothek wurde zunächst Collegio Romano genannt. Das Kolleg erfreute sich großen Zuspruchs und wurde 1584 von Papst Gregor XIII. in einem großen Gebäude, das bis heute den Namen Palazzo del Collegio Romano trägt, neu eröffnet. Gregor XIII. wurde fortan als Fondatore e Protettore (Gründer und Protektor/Förderer) der Universität gefeiert, weswegen die Universität später (1873) auch nach ihm den Namen „Gregoriana“ erhielt.
Nach Aufhebung des Jesuitenordens 1773 wurde der römische Diözesanklerus am Collegio Romano ausgebildet. Nach der Wiedererrichtung des Jesuitenordens 1814 übertrug Papst Leo XII. am 17. Mai 1824 die Universität wiederum den Jesuiten.
1870 wurde das Gebäude des Collegio Romano von der neuen italienischen Regierung beschlagnahmt und die Universität wurde ins Collegium Borromaeum in der Via del Seminario verlegt. Dort waren bis 1886 auch die Alumnen des Collegium Germanicum et Hungaricum untergebracht. Mit einem Reskript vom 4. Dezember 1873 erhielt das ehemalige Collegio Romano von Papst Pius IX. den Titel „Pontificia Universitas Gregoriana“. 1930 schließlich wurde die Universität auf die Piazza della Pilotta verlegt, zwischen der Piazza Venezia und der Fontana di Trevi (Trevi-Brunnen), wo sie sich heute noch befindet. In dem Gebäude, das bis dahin das Collegio Romano beherbergte, wurde das Jesuitenkolleg Collegio Bellarmino eingerichtet.
Bis ins 19. Jahrhundert gab es auch mathematische und naturwissenschaftliche Forschung und Lehre am Collegio Romano (siehe Christophorus Clavius, Christoph Grienberger, Athanasius Kircher, Angelo Secchi), zeitweilig war ihm auch die Vatikanische Sternwarte zugeordnet.
Die Fußballmannschaft der Päpstlichen Universität Gregoriana gewann 2011 den Clericus Cup (deutsch Klerus-Pokal), die Fußballmeisterschaft des Vatikans.

## Organisation
Die jesuitisch geführte Universität ist heute in vier Institute, sechs Fakultäten und drei weitere Ausbildungszentren unterteilt.
Die Fakultäten umfassen folgende Disziplinen:
- Theologie
- Kirchenrecht
- Philosophie
- Kirchengeschichte und kirchliches Kulturerbe
- Missionswissenschaft
- Sozialwissenschaften

Es studieren an der theologischen Fakultät der PUG ca. 1500 Studenten. Unterrichtssprache ist seit den 1970er Jahren für alle Pflichtkurse Italienisch, jedoch werden darüber hinaus Lehrveranstaltungen in bis zu sechs Sprachen angeboten: Italienisch, Englisch, Deutsch, Französisch, Spanisch und Portugiesisch.
Zugeordnet zur Gregoriana ist das Matteo Ricci Conference Centre, an dem internationale Kongresse stattfinden.
Wegen der besonderen Bedeutung der Gregoriana wird das Großkanzleramt vom Präfekten des Dikasteriums für die Kultur und die Bildung persönlich wahrgenommen, nicht wie an den anderen päpstlichen Universitäten vom zuständigen Ordensoberen oder Bischof. Der General der Jesuiten ist aber Vize-Großkanzler.
Assoziierte Institute sind das 1909 gegründete Päpstliche Bibelinstitut (Pontificio Istituto Biblico (PIB)) und das 1917 gegründete Päpstliche Orientalische Institut (Pontificio Istituto Orientale (PIO)). Beide Institutionen firmieren ab 19. Mai 2024 offiziell unter dem Dach der Gregoriana-Universität.

## Interreligiöser Dialog
Das ISIRC (Istituto per gli studi interdisciplinari su religioni e culture) qualifiziert katholische Theologen für kirchliche Dialogarbeit und bildet Nichtchristen, die in ihrer eigenen Religion bereits einen akademischen Abschluss erworben haben, zu interreligiösen Gesprächspartnern aus. Das Institut unterrichtet hauptsächlich in englischer Sprache und verleiht einen Master (4 Semester) oder ein Diplom (2 Semester). Im Rahmen des Vorlesungsprogramms wird außerdem ein Grundkurs für Islam-Diplomaten an der Gregoriana angeboten. Die dreiwöchige Lehrveranstaltung richtet sich an Diplomaten aus mehrheitlich muslimischen Ländern des Mittelmeerraums und des Nahen Ostens. Auf der Tagesordnung des interreligiösen Grundkurses stehen die Organisation und Funktion verschiedener Organe des Heiligen Stuhls, die Aufgaben der Nuntiaturen, das humanitäre Engagement der Kirche, ihr Einsatz für den Frieden wie z. B. der Päpstliche Rat für den Interreligiösen Dialog. Das politische Hauptaugenmerk des Heiligen Stuhls gelte derzeit den Ländern im Nahen und Mittleren Osten.

## Plagiat
Nach Ansicht des Plagiatsexperten Michael Dougherty gab es in einem relativ kurzen Zeitraum in bestimmten Disziplinen ein „systematisches Versagen bei der Wahrung der akademischen Integrität auf der Promotionsebene an der Gregoriana“. Sein Buch aus dem Jahr 2024 befasst sich mit Verstößen gegen die akademische Integrität an der berühmten Universität in den Jahren 1995 bis 2014 und stellt fest, dass neun Dissertationen von schwerwiegendem Plagiat gekennzeichnet sind. Zu den von Dougherty analysierten Arbeiten gehörten Dissertationen der Bischöfe Paul Kariuki Njiru, Fintan Gavin und Stephen Robson. Frühere Berichte über Plagiate in veröffentlichten Dissertationen wurden in The Catholic Biblical Quarterly und Analecta Cisterciensia veröffentlicht.

## Rektoren
Siehe Liste der Rektoren der Päpstlichen Universität Gregoriana

## Bekannte Professoren
Siehe Liste der Professoren der Päpstlichen Universität Gregoriana

## Bekannte Absolventen
Siehe Liste der Absolventen der Päpstlichen Universität Gregoriana